# فلیش

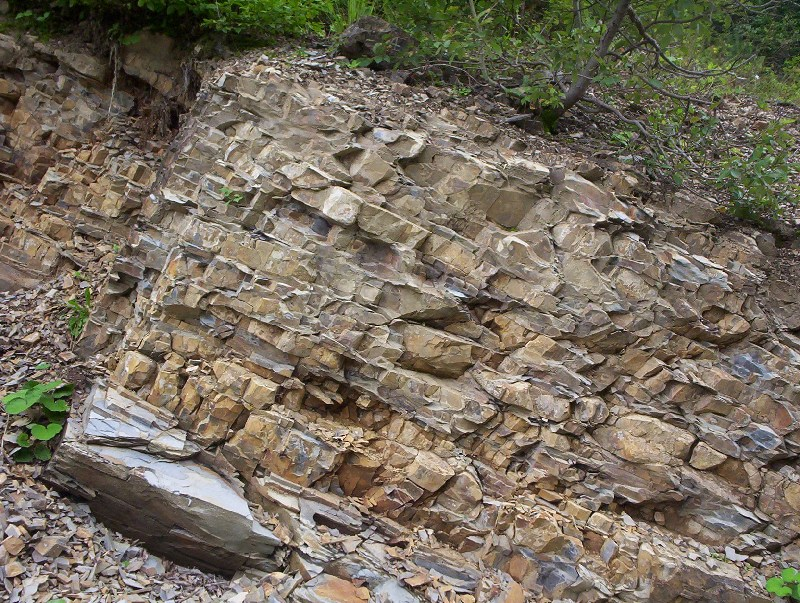
فلیش‌های کارپاتی

فلیش (انگلیسی: Flysch) نوعی توالی سنگ‌های رسوبی است که بر روی رخساره‌های دریایی عمیق در حوضه پیش‌بوم کوه‌زایی در حال گسترش نهشته می‌شود. معمولاً فیلیش طی مراحل اولیه کوه‌زایی نهشته می‌شود. با گسترش کوه‌زایی حوضه پیش‌بوم کم‌عمق‌تر شده و مولاس بر روی فیلیش رسوب می‌کند، به همین دلیل رسوب هم‌کوه‌زایی (نهشته‌شده هم‌زمان با پدید آمدن کوه‌ها) نیز نامیده می‌شود.